# Estação Baró de Viver

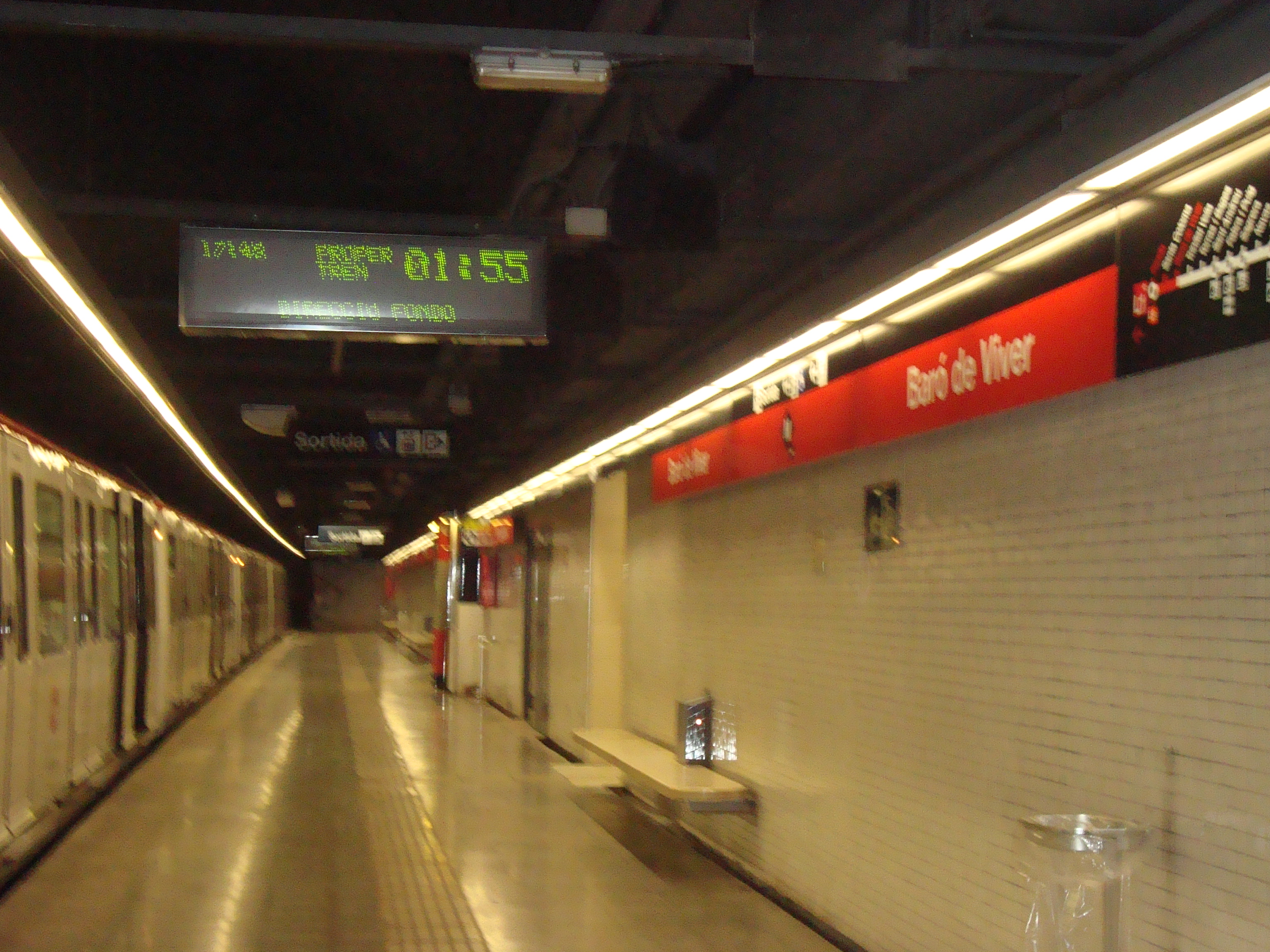
Estação Baró de Viver em 2010.

Baró de Viver é uma estação da Linha 1 do Metro de Barcelona.

## Localização
Situada na área de Baró de Viver em Sant Andreu, um distrito ao norte de Barcelona. É operado pela Transportes Metropolitanos de Barcelona (TMB). A estação foi inaugurada em 1983 quando a linha expandiu de seu terminal anterior em Torras i Bages em direção ao município de Santa Coloma de Gramenet. Ele está localizado no lado sul do movimentado Nus de la Trinitat, próximo à margem do rio Besòs.

## Acessos
- Riu Besòs